# Brampton Abbotts
Brampton Abbotts – wieś i civil parish w Anglii, w hrabstwie Herefordshire. W 2011 roku civil parish liczyła 352 mieszkańców. Brampton Abbotts jest wspomniana w Domesday Book (1086) jako Bruntune.